# 坪井九右衛門
坪井 九右衛門（つぼい くえもん）は、江戸時代後期の長州藩士。佐藤家（内閣総理大臣・岸信介、佐藤栄作兄弟の実家）に生まれ（信介、栄作は兄の玄孫）、幼少時に坪井家の養子になった。

## 経歴
村田清風の藩政改革に協力して功を挙げた。清風と共に藩政改革の建白書を毛利敬親に提出している。しかし清風の2回目の藩政改革は、清風の政敵である椋梨藤太の台頭で失敗し、しかも清風は安政2年（1855年）に中風が原因で他界した。このため、坪井は椋梨により失脚を余儀なくされる。
後に椋梨の失脚により、再び藩政に参与したが、坪井は尊王攘夷よりも佐幕派を支持したため、過激な尊王攘夷派が多い長州藩内部で孤立してしまい、文久3年（1863年）にその過激な一部の尊王攘夷派によって萩城下の野山獄で処刑された。享年64。
| スタブアイコン | サブスタブ | この項目は、まだ閲覧者の調べものの参照としては役立たない、人物に関連した書きかけの項目です。この項目を加筆・訂正などしてくださる協力者を求めています（P:人物伝/PJ:人物伝）。 |